# Sammy Bossut
Sammy Bossut (* 11. srpna 1985 Tielt, Belgie) je belgický fotbalový brankář, který působí v belgickém klubu SV Zulte-Waregem. Účastník Mistrovství světa 2014 v Brazílii.

## Reprezentační kariéra
Poté, co se zranil brankář Silvio Proto, uvažoval trenér belgického národního týmu Marc Wilmots o Bossutovi jako o třetím brankáři pro Mistrovství světa ve fotbale 2014 v Brazílii (byl nakonec zařazen na 23člennou soupisku pro MS). Dal mu tudíž šanci v přípravě.
Bossut tak debutoval v belgickém reprezentačním A-mužstvu 26. května 2014 v přípravném utkání před MS 2014 proti Lucembursku, Belgie rozdrtila svého souseda 5:1. Nicméně FIFA tento zápas anulovala, neboť belgický trenér Marc Wilmots při něm chyboval, poslal při střídání na hřiště 7 nových hráčů, přičemž v přátelských zápasech je povoleno jednomu týmu vystřídat pouze šestkrát. Na Mistrovství světa 2014 tak odlétal bez jediného oficiálního zápasu v dresu rudých ďáblů. Bossut nezasáhl ani do jednoho zápasu na turnaji, všech pět odchytala brankářská jednička Thibaut Courtois. Se šampionátem se Belgie rozloučila čtvrtfinálovou porážkou 0:1 s Argentinou.